# Самохвалов, Пётр Титович
Пётр Ти́тович Самохва́лов (16 октября 1869, Симбирская губерния — 27 декабря 1946, Белград) — полковник Отдельного корпуса жандармов, участник Белого движения на Юге России.

## Биография
Православный. Из крестьян Симбирской губернии.
Начальное образование получил дома. В службу вступил 30 сентября 1890 года. В 1894 году окончил Казанское пехотное юнкерское училище по 1-му разряду, откуда выпущен был подпоручиком в 40-й пехотный Колыванский полк. Произведен в поручики 1 мая 1899 года, в штабс-капитаны — 1 мая 1903 года.
12 июня 1904 года переведен в Варшавский жандармский дивизион с переименованием в штабс-ротмистры. 23 июня того же года назначен в распоряжение помощника варшавского генерал-губернатора по полицейской части. 6 декабря 1904 года произведен в ротмистры на вакансию, а 12 декабря назначен секретарем канцелярии помощника варшавского генерал-губернатора по полицейской части. 10 марта 1906 года назначен и. д. штаб-офицера для поручений при той же канцелярии. 28 марта 1907 года назначен помощником начальника Варшавского губернского жандармского управления, а 5 сентября того же года — в распоряжение варшавского обер-полицеймейстера.
С 19 апреля 1908 года был прикомандирован к Иркутскому губернскому жандармскому управлению, с 31 июля 1909 года — к Киевскому губернскому жандармскому управлению. В 1911 году производил обыск в квартире Д. Г. Богрова после покушения на Столыпина. 26 февраля 1912 года произведен в подполковники «за отличие по службе». 26 октября 1913 года назначен помощником начальника Минского губернского жандармского управления в Минском, Борисовском и Игуменском уездах, а 1 ноября 1913 года — помощником начальника Киевского губернского жандармского управления в городе Киеве. С 31 января 1915 года назначен в распоряжение варшавского обер-полицеймейстера П.П. Мейера для занятия должности начальника Отделения по охране общественной безопасности и порядка в городе Варшаве, а 5 февраля того же года назначен на указанную должность. Был произведен в полковники.
В Гражданскую войну участвовал в Белом движении. С 1 апреля 1918 года состоял заместителем начальника секретной организации «Азбука» (псевдоним «Око»). В 1920 году был начальником армейской контрразведки Русской армии Врангеля. В эмиграции в Югославии. Был помощником начальника 3-го отделения РОВС генерала Е. К. Климовича.
Скончался в 1946 году в Белграде. Похоронен на Новом кладбище. Был женат, имел 5 детей.

## Образ в кино
В советском-болгарском фильме «Берега в тумане» роль Самохвалова исполнил Алексей Жарков.

## Награды
- Орден Святого Станислава 3-й ст. (1905)
- Орден Святой Анны 3-й ст. (ВП 15.09.1908)
- Орден Святого Станислава 2-й ст. (ВП 22.03.1915)
- Орден Святой Анны 2-й ст. (ВП 6.12.1915)